# Julia Louis-Dreyfus

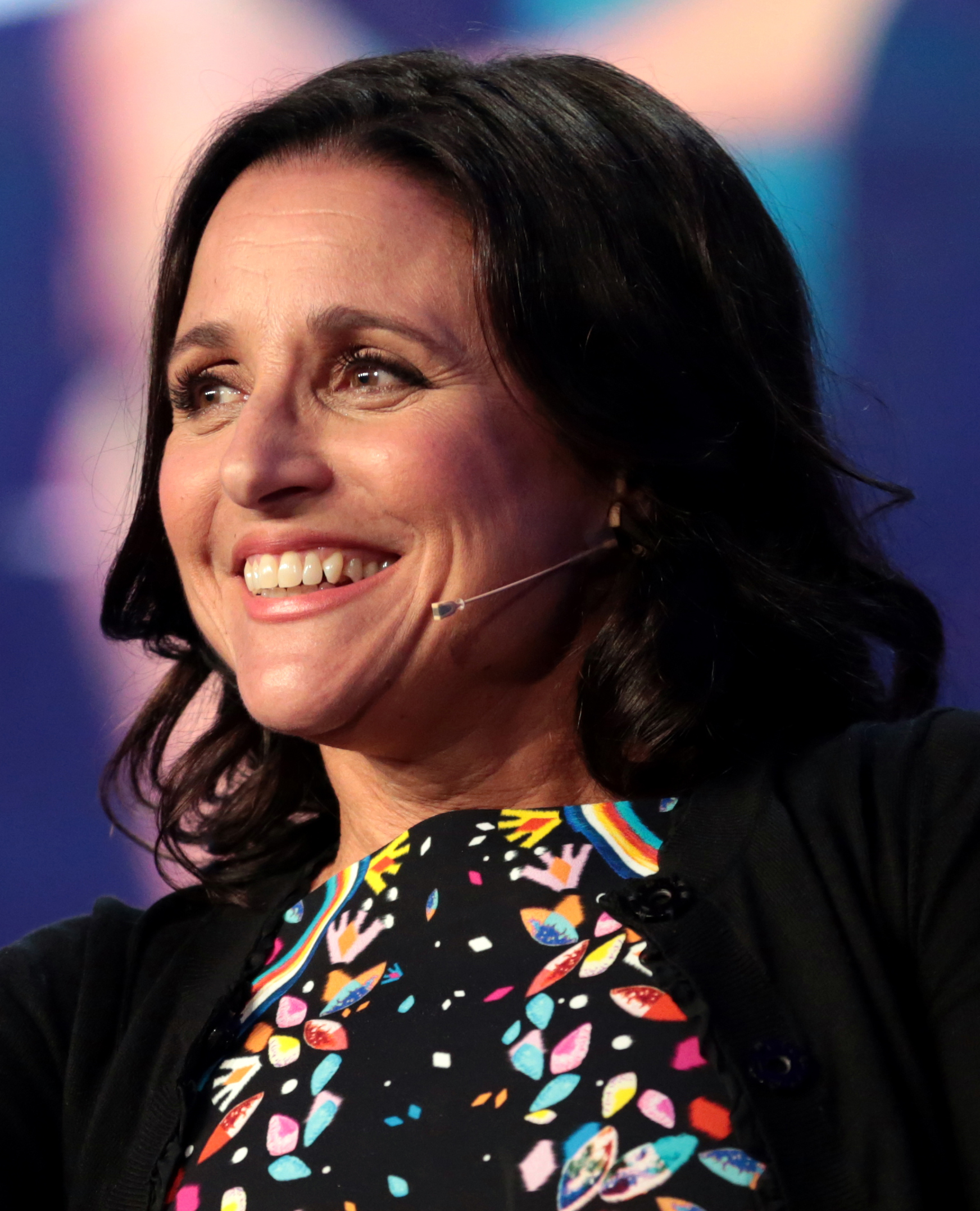
Julia Louis-Dreyfus (2017)

Julia Elizabeth Scarlett Louis-Dreyfus (* 13. Januar 1961 in New York City, New York) ist eine US-amerikanische Schauspielerin, Filmproduzentin, Comedian und Sängerin. Nachdem sie von 1982 bis 1985 als Mitglied des Ensembles von Saturday Night Live bekannt geworden war, erlebte sie mit  der Sitcom Seinfeld (1989–1998) ihren bis dahin größten Erfolg und gewann für die Rolle der Elaine Benes einen Golden Globe und einen Emmy. Nach einigen Jahren konnte sie daran mit Hauptrollen in den Serien The New Adventures of Old Christine (2006–2010) und Veep – Die Vizepräsidentin (2012–2019) anknüpfen, für die sie breites Lob erhielt und durch die Rolle der Selina Meyer in Veep sechsmal in Folge mit dem Emmy ausgezeichnet wurde. Insgesamt hat Louis-Dreyfus einen Golden Globe, elf Emmys als Schauspielerin und Produzentin und neun Screen Actors Guild Awards erhalten, wobei ihre acht Schauspiel-Emmys einen Rekord darstellen, den sie sich mit Cloris Leachman teilt.

## Leben und Karriere

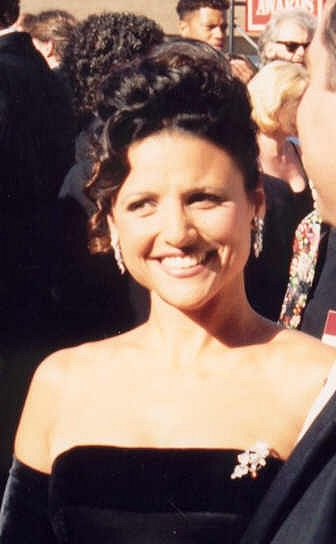
Louis-Dreyfus bei der 46. Emmy-Preisverleihung (1994)

Julia Louis-Dreyfus ist die älteste Tochter des französisch-amerikanischen Milliardärs Gérard Louis-Dreyfus, der in den 1940er Jahren seinen Vornamen zu William änderte und später Louis Dreyfus Energy Services leitete, einen Ableger der Louis Dreyfus Group. Ihre Halbschwester mütterlicherseits, Lauren Bowles, ist ebenfalls Schauspielerin. Sie hat außerdem zwei Halbschwestern aus der zweiten Ehe ihres Vaters.
Ihr Großvater Pierre Louis-Dreyfus kämpfte im Zweiten Weltkrieg in der Résistance. Ihr Vetter Robert Louis-Dreyfus war Hauptaktionär von Adidas und leitete den Fußballclub Olympique Marseille.
Louis-Dreyfus begann ihre Karriere als bis dahin jüngstes Ensemblemitglied in der Comedy-Show Saturday Night Live (1982–1985). Sie trat auch in mehreren Sitcoms und Filmen auf (darunter Hannah und ihre Schwestern); am bekanntesten wurde sie allerdings mit der Rolle der Elaine Benes in der Sitcom Seinfeld (1989–1998). 1996 gewann sie einen Emmy in der Kategorie Outstanding Supporting Actress in a Comedy Series sowie 1995, 1997 und 1999 insgesamt fünf Screen Actors Guild Awards in verschiedenen Kategorien.
Nach Seinfeld spielte Louis-Dreyfus in der Sitcom Watching Ellie, die jedoch bald abgesetzt wurde. Daneben hatte sie eine beachtete Gastrolle in der Fernsehserie Arrested Development. Zwischen 2006 und 2010 spielte sie die Titelrolle in der CBS-Sitcom The New Adventures of Old Christine. Hierfür gewann sie 2006 den Emmy in der Kategorie Beste Hauptdarstellerin in einer Comedyserie sowie 2007 eine Nominierung in derselben Kategorie für den Golden Globe.
Im Mai 2010 wurde Louis-Dreyfus mit einem Stern der Kategorie Fernsehen auf dem Hollywood Walk of Fame (bei der Adresse 6250 Hollywood Boulevard) geehrt. Bei der Enthüllung stellte sich jedoch heraus, dass ihr Nachname falsch geschrieben war („Julia Luis Dreyfus“). Der fehlerhafte Teil wurde ausgewechselt.

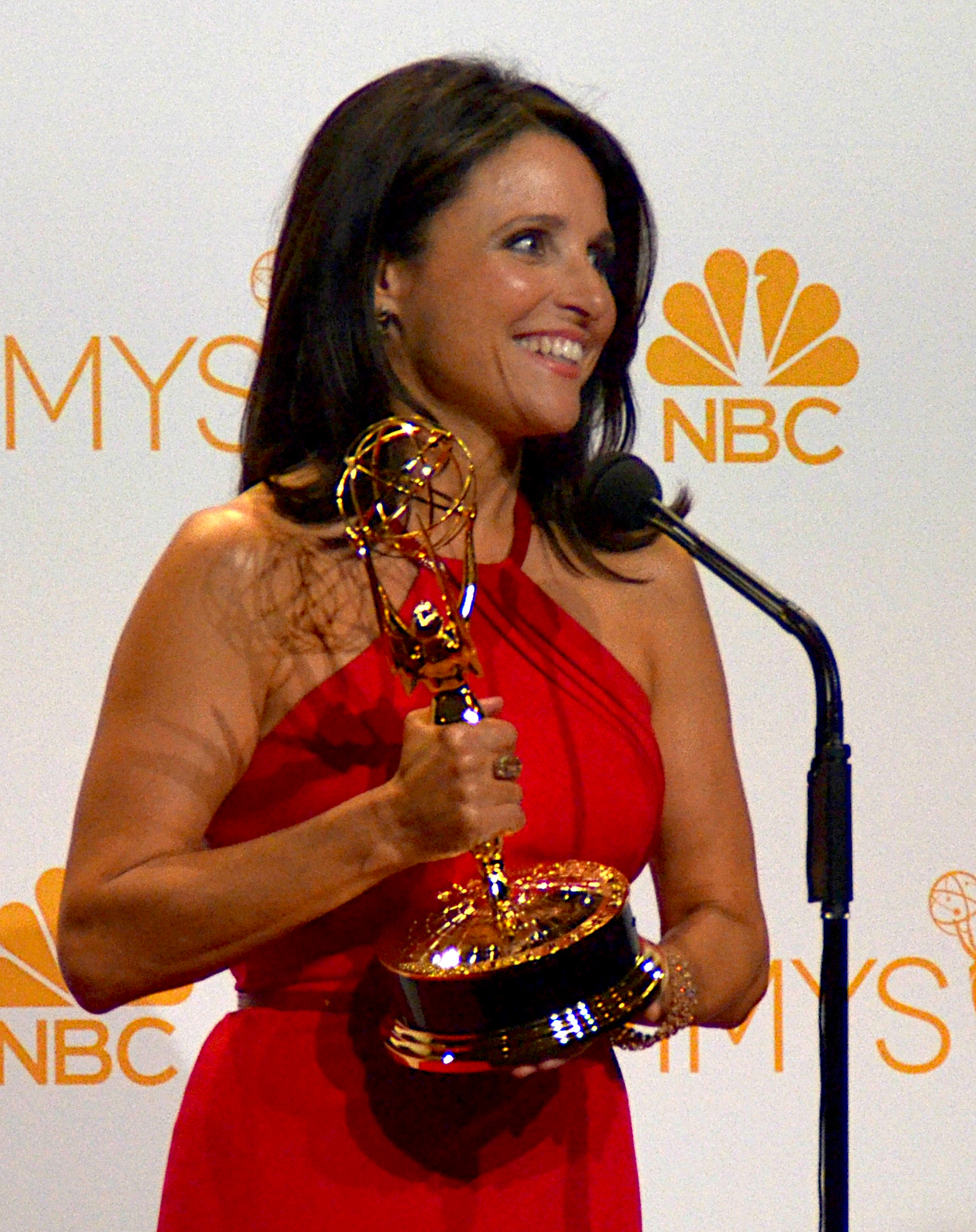
Louis-Dreyfus mit ihrem Emmy bei der 66. Preisverleihung (2014)

Ihr letztes großes Projekt war die Fernsehserie Veep – Die Vizepräsidentin vom US-Pay-TV-Sender HBO, in der sie die Vizepräsidentin der Vereinigten Staaten spielt. Die Serie startete im April 2012 und ging 2016 in die fünfte Staffel. Für diese Rolle erhielt sie von 2012 bis 2017 sechsmal in Folge den Emmy in der Kategorie Beste Hauptdarstellerin in einer Comedyserie sowie 2014 und 2017 weitere Screen Actors Guild Awards. Auch für ihre Leistung in der finalen siebten Staffel, die nach einem Jahr Pause 2019 ausgestrahlt wurde, erhielt sie ihre insgesamt siebte Nominierung für die Arbeit an dem Projekt.
Louis-Dreyfus ist seit 1987 mit dem Schauspielkollegen und Autor Brad Hall verheiratet, den sie während ihres Studiums an der Northwestern University in Evanston, Illinois kennenlernte. Das Paar hat zwei Söhne, Henry und Charlie Hall.
Am 28. September 2017 gab sie auf Twitter bekannt, dass sie an Brustkrebs erkrankt sei. Sie erhielt die Diagnose am 18. September 2017, einen Tag nachdem sie ihren sechsten Emmy für Veep gewonnen hatte. Im Oktober 2018 sagte sie in Jimmy Kimmel Live!, dass sie den Krebs besiegt hätte.

## Filmografie (Auswahl)
- 1982–1985: Saturday Night Live (Comedy-Show)
- 1986: Hannah und ihre Schwestern (Hannah and Her Sisters)
- 1986: Soul Man
- 1986: Troll
- 1988: Familienbande (1 Episode)
- 1988–1998: Day by Day (Fernsehserie, 33 Episoden)
- 1989: Schöne Bescherung (National Lampoon’s Christmas Vacation)
- 1990–1998: Seinfeld (Fernsehserie)
- 1993: Mein Vater – Mein Freund (Jack the Bear)
- 1994: North
- 1996: London Suite (Fernsehfilm)
- 1997: Ein Vater zuviel (Father’s Day)
- 1997: Harry außer sich (Deconstructing Harry)
- 1998: Das große Krabbeln (A Bug’s Life, Stimme)
- 2000–2001, 2009: Lass es, Larry! (Curb Your Enthusiasm, Fernsehserie)
- 2000: Geppetto, der Spielzeugmacher (Geppetto, Fernseh-Musical)
- 2001, 2007–2008: Die Simpsons (Fernsehserie)
- 2002–2003: Watching Ellie (Sitcom)
- 2004–2005: Arrested Development (Fernsehserie, 4 Episoden)
- 2006–2010: The New Adventures of Old Christine (Fernsehserie)
- 2012–2019: Veep – Die Vizepräsidentin (Veep, Fernsehserie, 65 Episoden)
- 2013: Genug gesagt (Enough Said)
- 2020: Downhill
- 2020: Onward: Keine halben Sachen (Onward, Stimme)
- 2021: The Falcon and the Winter Soldier (Fernsehserie, 2 Episoden)
- 2021: Black Widow
- 2022: Black Panther: Wakanda Forever
- 2023: You People
- 2023: You Hurt My Feelings
- 2023: Tuesday
- 2025: Thunderbolts*

## Auszeichnungen
Primetime Emmy Award
- 1996: Auszeichnung als Beste Nebendarstellerin in einer Comedyserie für Seinfeld
- 2006: Auszeichnung als Beste Hauptdarstellerin in einer Comedyserie für The New Adventures of Old Christine
- 2012: Auszeichnung als Beste Hauptdarstellerin in einer Comedyserie für Veep – Die Vizepräsidentin
- 2013: Auszeichnung als Beste Hauptdarstellerin in einer Comedyserie für Veep – Die Vizepräsidentin
- 2014: Auszeichnung als Beste Hauptdarstellerin in einer Comedyserie für Veep – Die Vizepräsidentin
- 2015: Auszeichnung als Beste Hauptdarstellerin in einer Comedyserie für Veep – Die Vizepräsidentin
- 2015: Auszeichnung für die Beste Comedyserie für Veep – Die Vizepräsidentin (als Produzentin)
- 2016: Auszeichnung als Beste Hauptdarstellerin in einer Comedyserie für Veep – Die Vizepräsidentin
- 2016: Auszeichnung für die Beste Comedyserie für Veep – Die Vizepräsidentin (als Produzentin)
- 2017: Auszeichnung als Beste Hauptdarstellerin in einer Comedyserie für Veep – Die Vizepräsidentin
- 2017: Auszeichnung für die Beste Comedyserie für Veep – Die Vizepräsidentin (als Produzentin)
- 2019: Nominierung als Beste Hauptdarstellerin in einer Comedyserie für Veep – Die Vizepräsidentin

Golden Globe Award
- 1994: Auszeichnung als Beste Nebendarstellerin – Serie, Mini-Serie oder TV-Film für Seinfeld

Screen Actors Guild Award
- 1995: Auszeichnung als Bestes Schauspielensemble in einer Comedyserie für Seinfeld
- 1996: Auszeichnung als Beste Darstellerin in einer Comedyserie für Seinfeld
- 1996: Auszeichnung als Bestes Schauspielensemble in einer Comedyserie für Seinfeld
- 1997: Auszeichnung als Beste Darstellerin in einer Comedyserie für Seinfeld
- 1997: Auszeichnung als Bestes Schauspielensemble in einer Comedyserie für Seinfeld
- 2014: Auszeichnung als Beste Darstellerin in einer Comedyserie für Veep – Die Vizepräsidentin
- 2017: Auszeichnung als Beste Darstellerin in einer Comedyserie für Veep – Die Vizepräsidentin
- 2018: Auszeichnung als Beste Darstellerin in einer Comedyserie für Veep – Die Vizepräsidentin
- 2018: Auszeichnung als Bestes Schauspielensemble in einer Comedyserie für Veep – Die Vizepräsidentin

Mark-Twain-Preis
- 2018: Auszeichnung

2023 wurde ihr die National Medal of Arts für das Jahr 2021 verliehen.